# Calceolaria reichlinii
Calceolaria reichlinii är en toffelblomsväxtart som beskrevs av Edwin. Calceolaria reichlinii ingår i släktet toffelblommor, och familjen toffelblomsväxter. Inga underarter finns listade i Catalogue of Life.